# استیلبون (اسطوره‌شناسی)
استیلبون (انگلیسی: Stilbon) در دین یونان باستان، خدای آسمان هرماون، سیاره عطارد است. کلمه استیلبون به معنای درخشش است. این نام جدید به دنبال سردرگمی ناشی از فراوانی نام‌های نجومی معرفی شد.